# MicroLED
microLED, znany również jako micro-LED, mLED lub µLED – rozwijająca się technologia produkcji płaskiego wyświetlacza, oparta na diodach elektroluminescencyjnych (LED). Wyświetlacze microLED składają się z szeregu mikroskopijnych, wielokolorowych diod LED tworzących poszczególne elementy pikseli. W porównaniu z powszechną technologią LCD, wyświetlacze microLED oferują lepszy kontrast, czas reakcji i efektywność energetyczną.
Koncepcja wyświetlaczy microLED, została zaprezentowana po raz pierwszy w 2000 roku przez zespół naukowców z Texas Tech University. Jest to obecnie najbardziej zaawansowana technologia wytwarzania wyświetlaczy, bazująca na komponentach z azotku galu, wykorzystywanego w dostępnych już wyświetlaczach ciekłokrystalicznych.